# Террейновый анализ
Террейновый анализ (террейнология, террейновая тектоника, концепция коллажа террейнов) — раздел тектоники плит, занимающийся изучением структуры и истории развития складчатых поясов. С точки зрения этой теории в пределах складчатых поясов можно выделить отдельные блоки — террейны, которые обладают индивидуальной историей. Терейновый анализ состоит в комплексе специфических методов для изучения этих исключительно сложных частей земной коры.
Содержание террейнового анализа заключается в выделении террейнов, определении характера их границ, изучении и выяснении геодинамических обстановок формирования террейнов, их геологической истории, траектории перемещения, амальгамации, аккреции и связи с соседними террейнами.
В числе типичных задач террейнового анализа можно указать:
1. Выделение террейнов. Как правило разные исследователи в одном и том же районе выделяют разные террейны и спорят друг с другом, чья схема правильнее.
2. Сопоставление разных террейнов и определение среди них блоков, образовавшихся в результате разделения одного участка земной коры.
3. Восстановление истории каждого террейна. Так как данные принципиально не полны и ограничены, то это область предсказаний и смелых предположений.

Как правило террейн представляет собой относительно небольшой участок земной коры, и сложен более-менее однородным комплексом пород. В таком случае обычные методы геодинамических реконструкции, основанные на комплексном использовании различных методов, не могут применяться, и приходится вытягивать максимум информации их доступных формаций.
Террейновый анализ — это одновременно и теория и набор методов. Многие исследователи исходят из того, что в складчатой зоне сгребается[неизвестный термин] всё подряд, а значит и выделять в её пределах отдельные блоки бессмысленно.

## История появления и развития террейнового анализа

### Фиксизм и террейны
То, что в складчатых поясах часто соседствуют блоки или полосы развития пород резко различающихся по составу и происхождению известно было давно. В отечественной литературе такие участки выделялись в качестве структурно-формационных (или структурно-фациальных) зон. Структурно-формационные зоны, согласно представлениям геосинклинальной теории, разделялись глубинными разломами, по которым, в течение длительного времени происходят значительные вертикальные перемещения. Таким образом, можно было объяснить, почему в одной структурно-формационной зоне залегают мелководные песчаники, а совсем рядом, в соседней зоне глубоководные кремнистые отложения, близкого возраста. При этом предполагалось, что значительные горизонтальные перемещения отсутствуют.
Однако, по мере накопления данных по региональной геологии, данная модель испытывала всё возрастающие трудности. Среди многочисленных собственно геологических аргументов, против фиксированного положения структурно-формационных зон, следует отметить изучение состава обломочных отложений (конгломератов и песчаников), соседствующих зон. Такие наблюдения свидетельствовали, что до определённого времени сближенные в современной структуре зоны развивались совершенно изолированно. Так, в приведённом выше примере, немедленно возникает вопрос, почему снос с приподнятого цоколя, на котором отлагались песчаники, не разбавлял конденсированное кремнистое осадконакопление. С другой стороны, более поздние геологические события (магматические, седиментационные и тектонические) зачастую накладываются на обе зоны, практически игнорируя разделяющие их глубинные разломы. Серьёзные возражения возникли со стороны палеонтологии: в складчатых областях были найдены соседствующие блоки, в одновозрастных породах которых содержались комплексы фауны, характерные для разных климатических зон. Наконец, широкое развитие палеомагнитных исследований показало, что траектории кажущегося перемещения магнитного полюса (ТКДП) различаются для разных блоков.
Таким образом, попытки описать тектоническое строение орогенных поясов с фиксистских позиций потерпели неудачу.

### Террейны родились в Скалистых Горах
Концепция террейнов и собственно террейнология как метод регионального тектонического анализа орогенных поясов были разработаны американскими геологами, в основном П. Конейбом, Д. Л. Джонсом и Дж. В. Монгером при изучении палеомагнетизма и палеогеографии Северо-Американских Кордильер и Аляски в конце 1970-х гг. То, что первыми в создании новой концепции оказались американцы, имевшие меньший опыт в области региональной геологии и геологического картирования — неслучайно. В североамериканской геологической школе не было таких понятий, как структурно-формационная зона и структурно-вещественный комплекс (отечественная школа) или изопическая зона (европейская школа), что затрудняло создание тектонических карт и системное описание тектоники крупных регионов. С другой стороны, большинство американских геологов быстро приняли тектонику литосферных плит и первыми начали применять её к объектам континентальной геологии. Как заметил С. Д. Соколов, появление концепции коллажа террейнов было связано с необходимостью увязать теоретические представления тектоники плит и региональный геологический материал.
На основе данных по палеомагнетизму и распространению палеофауны П. Конейб, Д. Л. Джонс и Дж. В. Монгер впервые отметили, что значительная часть Аляски и Канадских Кордильер является «чужеродной» для североамериканского кратона, то есть могла быть транспортирована на тысячи километров с юга. Позже появились палеомагнитные данные, свидетельствующие о кайнозойском крупномасштабном перемещении и быстром вращении больших участков внешней океанической окраины Кордильер. Геологи собрали, обобщили и проанализировали огромное количество данных по стратиграфии и палеонтологии, в частности по радиоляриям, и показали, что большая часть Кордильер, особенно их внешняя западная окраина, сложена блоками и отколовшимися участками (террейнами) размером от десятков метров до десятков километров и что их исходное положение по отношению друг к другу и к Североамериканскому кратону до сих пор трудно интерпретировать, хотя для отдельных террейнов это возможно. Многие террейны имеют явно океаническую природу и состоят из фрагментов островных дуг, океанических поднятий и гор, подводных хребтов, принесённых из Пацифики. Другие террейны имеют более древнее континентальное основание и перемещались к северу вдоль континентальной окраины, подобно тому, как сейчас длинный и узкий блок (террейн) Салиниан движется в северном направлении вдоль разлома Сан-Андреас.
Долгое время общепринятым являлось определение термина «террейн» как консолидированной тектоно-стратиграфической географической единицы, ограниченной тектоническими контактами (Jones et al., 1983; Howell et al., 1985). Несколько позже, когда представления о террейнах стали использовать как метод регионального тектонического анализа складчатых зон в рамках концепции тектоники плит, в понятие «террейн» стали включать и геодинамические критерии (Plafker, 1990; Wheeler, McFeely, 1991; Parfenov, 1990; Parfenov et al., 1993; Парфенов и др., 1993; Зоненшайн, Кузьмин, 1993; Парфенов и др., 1996; Nokleberg et al., 1994).

### Террейны выходят на оперативный простор[куда?]
Первоначально террейновый анализ применялся для сравнительно молодых аккреционных орогенов Тихоокеанского кольца (Кордильеры, Аляска, северо-восток СССР), по мере накопления данных по региональной геологии и палеомагнитных данных стал применяться для коллизионных орогенов, в том числе древних (например Алтае-Саянской складчатой области). На основе террейновой тектоники был изданы карты западной части Палеоазиатского океана (Берзин и др. 1994), Северной и Центральной Азии (Парфенов 1998) и др.
В последнее время происходит универсализация метода, круг объектов его применения постоянно растёт. Даже раннедокембрийские фундаменты кратонов все чаще рассматриваются как древние аккреционно-коллизионные орогенные зоны, к которым применимы понятия террейнового анализа.

## Основные понятия террейнового анализа
Объектами террейнового анализа кроме самих террейнов служат, ограничивающие их шовные зоны, а также перекрывающие и сшивающие геологические комплексы.
Разломы, ограничивающие террейны (шовные зоны, сутуры) могут иметь различную кинематику (сдвиги, надвиги, сбросы) и геологическое строение. Они представлены зонами катаклаза и милонитизации, в них часто локализуются меланжи, в том числе офиолитовые. Иногда шовные зоны маркируют продукты высокобарического метаморфизма – голубые сланцы и эклогиты.
Перекрывающие и сшивающие образования формируются после аккреции или амальгамации террейнов и позволяют определить максимальный предел возраста этих процессов.
Перекрывающие образования представлены осадочными, вулканогенно-осадочными и осадочными породами, которые накапливались после амальгамации или аккреции террейнов и стратиграфически перекрывают два или более смежных террейнов или террейны и окраину кратона. К перекрывающим образованиям относятся чехлы древних или молодых платформ, молассы краевых и межгорных прогибов, флишевые толщи континентальных окраин и др.
Сшивающими служат интрузивные комплексы и ассоциирующие с ними метаморфические пояса, которые пронизывают смежные террейны и окраину кратона. Плутонические образования могут быть генетически связаны с перекрывающими вулканическими породами (например гранитоиды мелового Охотско-Чукотского окраинно-континентального вулканического пояса). К сшивающим образованиям относят также тектонические меланжи шовных зон.
В тектонической эволюции отдельных террейнов или их групп выделяются следующие основные события:
- Аккреция – тектоническое причленение террейна или террейнов к континенту (кратону). Аккреция является кардинальным событием в тектонической эволюции террейна. Геологические образования, сформированные до аккреции, определяются как доакреционные, а сформированные после аккреции – как постаккреционные.
- Амальгамация - тектоническое объединение двух или более террейнов в единую более крупную тектоническую единицу, до их причленения к кратону.
- Дисперсия – тектоническое разрушение, расчленение на фрагменты ранее аккретированных или амальгамированных террейнов. Дисперсия террейнов может осуществляться:
  1. путём расчешуивания и трансляции по крупным сдвиговым зонам,
  2. путём рифтогенеза,
  3. путём расчленения террейна глубинными надвигами на серию пластин.

При террейновом анализе, возникает необходимость выделять супертеррейны (композитные или составные террейны) и субтеррейны.
- Субтеррейнами называют обособленные части одного и того же террейна, Субтеррейны имеют одинаковую природу, но могут отличаться по составу, деформированности и другим структурно-вещественным особенностям: например, отдельные тектонические пластины в террейне аккреционной призмы, отличающиеся по степени метаморфизма блоки в субдукционном метаморфическом террейне, разобщенные фрагменты офиолитового разреза в палеоокеаническом террейне и т. д.
- Супертеррейны возникают, если в результате столкновения происходит амальгамация нескольких террейнов, и в дальнейшем они развиваются как единое целое. Возраст формирования супертеррейна определяется по сшивающим и перекрывающим образованиям, а также по палеомагнитным данным (так как с момента амальгамации траекторий кажущегося движения палеомагнитного полюса (ТКДП) для входящих в его состав террейнов имеют сходную форму). Геодинамическая природа супертеррейна определяется по обстановке накопления перекрывающих образований.

Террейны классифицируются по геодинамической обстановке формирования, или, если она не определена – по составу. Террейны могут представлять собой обломки микроконтинентов, энсиалических и энсиматических островных дуг и их отдельных элементов (аккреционного клина, задугового или преддугового бассейна), вулканических поднятий, симаунтов и др.
Кроме того, по особенностям истории и взаимоотношениям с соседними комплексами выделяются перемещённые, экзотические и мистические террейны.
- Перемещенные (displaced) или аллохтонные (allochtonous) - террейны для которых доказаны значительные перемещения.

- Экзотическими (exotic) – т. называют, чтобы подчеркнуть их чужеродную природу по отношению к окружающим геологическим комплексам. Например, если во внешней зоне складчатой области, насыщенной микроконтинентами, отколовшимися от ближайшей континентальной окраины и имеющими почти идентичный чехол, встречается обломок континентальной коры, резко отличного строения, то можно предположить, что этот микроконтинент откололся от одного из противоположных берегов океана.
- Мистические (suspect) – употребляется, если первоначальное положение и происхождение т. неясно.

## Последовательность операций при террейновом анализе
Террейновый анализ, как всякая исследовательская методика, предполагает некоторую последовательность операций. Прежде всего, необходимо распознать сам террейн и понять, что мы имеем дело с чужеродным образованием, отличающимся от соседних комплексов. Следующий шаг состоит в том, чтобы картировать этот террейн, очертить его границы и понять их природу. Далее, на основании комплексного изучения пород, слагающих террейн (их петрологии, геохимии, метаморфизма, условий осадконакопления, палеонтологии и др.) делается вывод о его происхождении (прежде всего о геодинамической обстановке его формирования). Когда природа террейна определена, выясняется время присоединения террейна к континенту и характер постаккреционных процессов. Присоединение террейна является по своей природе столкновением и ведёт к деформациям. Поэтому, если для определения геодинамической обстановки изучается прежде всего вещественный состав, то для исследования аккреционных процессов рассматриваются прежде всего деформации и соотношения с более молодыми породами. Время причленения блока определяется перекрытием, всегда несогласным, как пород террейна, так и смежных комплексов одними и теми же отложениями; время несогласия и перекрытия можно считать временем причленения террейна. Кроме того, методами абсолютной геохронологии могут быть датированы синтектонические минералы (светлая слюда, например) из ограничивающих террейн шовных зон. В этом случае следует учитывать, что тектоническая активность границ блока может сохраняться длительное время после аккреции, так как террейны часто перемещаются на значительные расстояния вдоль конвергентной границы плит, подвергаются столкновениям с другими террейнами и др.
Наконец, следует установить откуда прибыл террейн. По крайней мере два способа — палеомагнитный и палеоклиматический — позволяют определить первичное широтное положение террейна; из них предпочтение следует отдать палеомагнитному, как подлинно количественному. Говоря о перемещениях террейнов, нельзя забывать, что речь идёт не о движении или аккретировании террейна в его современном виде, а имеется в виду некая палеоструктура (островная дуга, микроконтинент, океаническая плита) фрагментом которой является данный террейн.
Результаты проведённого террейнового анализа представляются на пространственно-временных диаграммах.

## Террейновый анализ в арсенале наук о Земле
На сегодняшний день концепция коллажа террейнов является общепризнанной, а террейновый анализ служит методической базой для изучения геодинамической эволюции почти любых складчатых зон (пока еще исключая, самые древние). Наиболее близкой к террейновому анализу дисциплиной является аккреционная тектоника, которая служит актуалистической основой метода. Террейновый анализ успешно используется для регионального металлогенического анализа.
Как справедливо заметили академик В.Е. Хаин и М.Г. Ломизе, оценивая роль террейновой тектоники: «Концепция террейнов показала, что подвижность коры и литосферы в будущих складчатых поясах еще намного выше, чем ранее предполагалось, и что в этих поясах идет интенсивное продольное перемещение материала» (Хаин и Ломизе, 1994, с. 304).

## Террейновый анализ при исследовании метаморфических комплексов сверхвысоких давлений (UHPM)
Еще одним примером расширения круга объектов террейнового анализа могут служить метаморфические террейны сверхвысоких давлений.
Когда в середине 1980 – 1990 гг. в ряде метаморфических комплексов, сложенных преимущественно породами континентальной коры – гнейсами и сланцами, обнаружили индекс минералы метаморфизма сверхвысоких давлений (коэсит и алмаз), то выяснилось, что UHPM (ultrahigh pressure metamorphism) комплексы, строго соответствуют понятию террейн (тектонические контакты, региональный размер, собственная история развития и др.).
Однако их отличия от соседствующих геологических комплексов обусловлены перемещениями не по поверхности земного шара (в поперечном или продольном направлении, по отношению конвергентным границам литосферных плит), а погружением вдоль зон субдукции вглубь мантии и подъёмом обратно (субдукция и эксгумация). Поэтому отличия совмещённых террейнов, будут обусловлены, главным образом разницей параметров метаморфизма (прежде всего, давления). Таким образом, упомянутая подвижность литосферы оказалась ещё и вертикальной, а перемещение материала, в будущих складчатых поясах имеет и третье измерение.
Для большинства UHPM террейнов, например для Кокчетавского, установлен контрастный характер метаморфизма, что позволяет подразделить его на ряд субтеррейнов, отличающихся, главным образом давлением на пике метаморфизма, то есть глубиной погружения в мантию. Совмещение субтеррейнов происходит вследствие разной скорости эксгумации отдельных пластин (с глубиной она возрастает). При геодинамическом анализе UHPM террейны используются как индикатор режима континентальной субдукции.

## Основные использованные источники
- Буслов М.М. Террейновая тектоника и геодинамика складчатых областей мозаично-блокового типа (на примере Алтае-Саянского и Восточно-Казахстанского регионов) диссертация на соискание учёной степени доктора геолого-минералогических наук, Новосибирск, 1998, 300 с.
- Жаров А.Э. Аккреционная тектоника южного Сахалина Геотектоника 2004, № 4, с. 45–63.
- Зоненшайн Л.П., Кузьмин М.И., Натапов Л.М. Тектоника литосферных плит территории СССР. М.: Недра. 1990, т. 1, 325 с., т. 2, 334 с.
- Кузьмин М.И., Корольков А.Т., Дриль С.И., Коваленко С.Н. Историческая геология с основами тектоники плит и металлогении Издательство Иркутского университета, 2000, 278 с.
- Соколов С.Д. Аккреционная тектоника (современное состояние проблемы) // Геотектоника 2003, № 1, с. 3–19.
- Хаин В.Е., Ломизе М.Г. Геотектоника с основами геодинамики М.: изд-во МГУ, 1995. 480 с.

## Цитированная литература
- Берзин Н. А., Колман Р. Г., Добрецов Н. Л., Зоненшайн Л. П., Сючань С., Чанг Э. З. Геодинамическая карта западной части Палеоазиатского океана // Геология и геофизика. 1994. т. 35, № 7—8. с. 8—28.
- Борукаев Ч. Б. О понятии «террейн». // Тихоокеанская геология. 1993, № 1. С. 149—152.
- Зоненшайн Л. П., Кузьмин М. И. Палеогеодинамика. М.: Наука, 1993, 192 с.
- Парфенов Л. М., Ноклеберг У.Дж., Ханчук А. И. Принципы составления и главные подразделения легенды геодинамической карты Северной и Центральной Азии, юга российского Дальнего Востока, Кореи и Японии // Тихоокеанская геология, 1998, т.17, № 3, с. 3—13.
- Jones D.L., Howell D.G., Coney P.J. and Monger J.W.H. Recognition, character, and analysis of tectonostratigraphic terranes in western North America // M. Hashimoto and S. Uyeda (Editors), Accretion Tectonics in the Circum-Pacific Regions: Terrapub, Tokyo, 1983. P. 21—35.
- Jones D.L., Howell D.G., Coney P.J. and Monger J.W.H., 1983. Recognition, character, and analysis of tectonostratigraphic terranes in western North America. J. Geol. Educ. 31, 295—303.
- Gary M., Bates R.L., Jackson J.A. (Eds), 1972. Glossary of geology. Washington, D.C.: America Geological Institute. (805+52 pages).
- Howell D.G., Jones D.L., Schermer E.R. Tectonostratigraphic terranes of the Circum-Pacific region: principles of terrane analysis // In: D.G. Howell (Ed.), Tectonostratigraphic Terranes of the Circum-Pacific Region. Circum-Pacific Council for Energy and Mineral Resources. Houston, 1985. P. 3—31.
- Nokleberg W.J., Parfenov L.M., Monger J.W.H. et al. Circum-North Pacific tectonostratigraphic terrane map: U.S. Geological Survey, Open File Report 94, 1994. 433 p., sheets scale 1/5,000,000; 2 sheets 1/10,000,000.
- Parfenov L.M., Natapov L.M., Sokolov S.D., Tsukanov N.V. Terrane analysis and accretion in northeast Asia. The Island Arc., 2. 1993. P. 35—54.
- Plafker G. Regional geology and tectonic evolution of Alaska and adjacent parts of the northeast Pacific Ocean margin // In: Proceedings of the Pacific Rim Congress’90: Australian Inst. Of Mining and Metallurgy, Queensland, Australia, 1990. P. 841—853.
- Wheeler J.O., McFeely P. (comp.) Tectonic assemblage map of the Canadian Cordillera and adjacent parts of the United States of America; Geological Survey of Canada, Map 1712A, scale 1:2000000, 1991.